# Tristan Rogers
Tristan Rogers (Melbourne, 3 giugno 1946 – Palm Springs, 15 agosto 2025) è stato un attore e produttore cinematografico statunitense di origini australiane.

## Biografia
Divenne noto in Italia per aver interpretato dal 1980 al 1992 il ruolo di Robert Scorpio nella famosa soap General Hospital, ruolo che riprese nel 1995, nel 2006, nel 2008, dal 2012 al 2016 e nuovamente dal 2018 al 2024. Negli anni 80 Tristan ed Emma Samms dettero vita a una delle coppie più famose del daytime di tutti i tempi: Robert e Holly Scorpio. Una coppia che portò nelle soap l'umorismo, senza bisogno di ricorrere a tradimenti e abbandoni. Questa scommessa fu vinta anche grazie all'affiatamento tra Tristan e Emma che, in quel periodo vivevano una storia d'amore anche fuori dal set.
Dal 2010 al 2012 ebbe il ruolo di Colin Atkinson nella famosa soap opera Febbre d'amore.
Si sposò due volte: dapprima con Barbara Meale dal 1974 al 1984; dal 1995 alla propria morte con Teresa Parkerson, che gli diede due figli, Sara Jane (1992) e Cale (1996)

## Filmografia parziale
- Bianca e Bernie nella terra dei canguri (1990) - voce
- General Hospital - serie TV, 44 episodi (1980-1992, 1995, 2006, 2008, 2012-2016, 2018-2024)
- Febbre d'amore - serie TV (2010-2012)